# Atuna nannodes
Atuna nannodes là một loài thực vật có hoa trong họ Cám. Loài này được (Kosterm.) Kosterm. mô tả khoa học đầu tiên năm 1969.